# Kastrationsångest

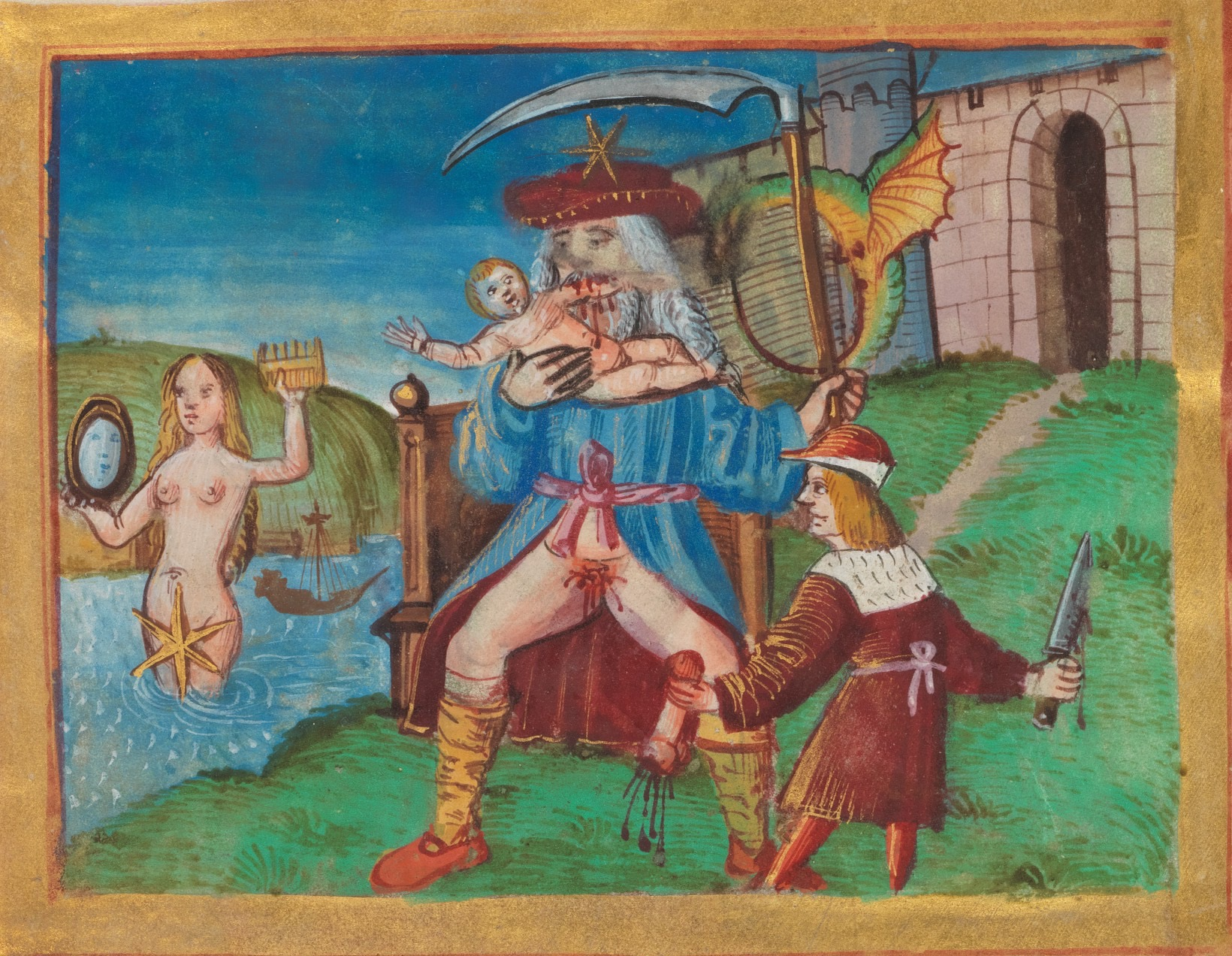
Jupiter kastrerar Saturnus. Medeltida miniatyr.

Kastrationsångest är en term inom den freudianska psykodynamiska teorin som betyder, och antar förekomsten av, att män såväl som kvinnor har omedvetna rädslor för att bli straffade och därmed bli av med sin penis.
Kastrationsångest hos kvinnor innebär att kvinnor felaktigt skulle anta att deras egna mödrar tagit ifrån dem deras (egen) penis, och att kvinnor därför inte kan tycka om sin mor och istället förälskar sig i sin far. För män skulle kastrationsångest, enligt samma teori, betyda att de är rädda för att fadern ska straffa dem för att de förälskat sig i sin egen mor.
Idén om kastrationsångest har använts inom psykoanalysen till exempel för att förklara att människor kan sky personer med fysiska handikapp.